# ديلان سيس
ديلان سيس هو لاعب كرة قدم بلجيكي في مركز الهجوم، ولد في 26 سبتمبر 1996 في كورتريك في بلجيكا. لعب مع كلوب بروج.

## وصلات خارجية
- ديلان سيس على موقع قاعدة بيانات كرة القدم.إي يو (الإنجليزية)
- ديلان سيس على موقع Soccerway.com (الإنجليزية)
- ديلان سيس على موقع عالم كرة القدم.نت (الإنجليزية)